# Begijnhofkerk (Mechelen)

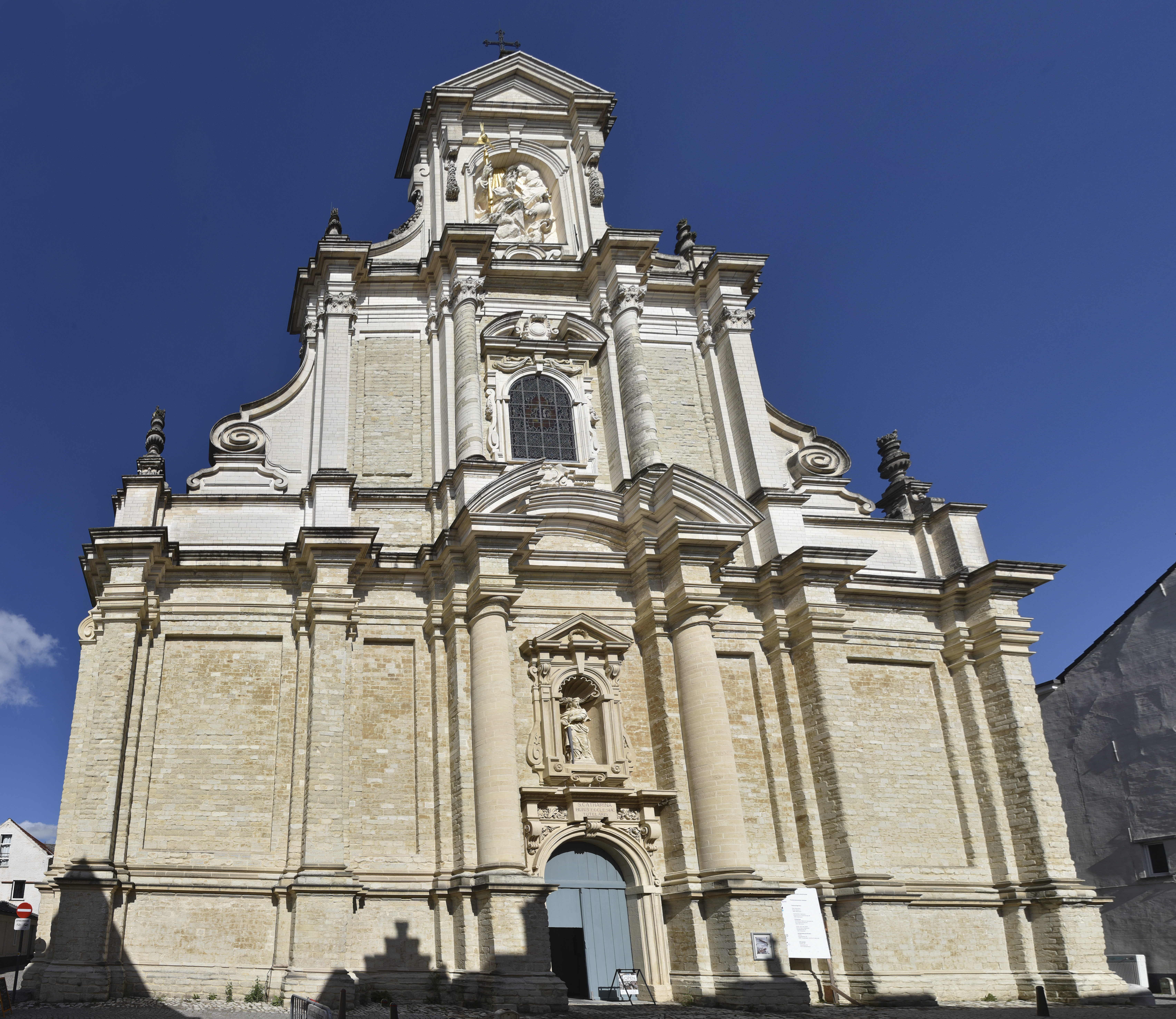
Begijnhofkerk in 2023

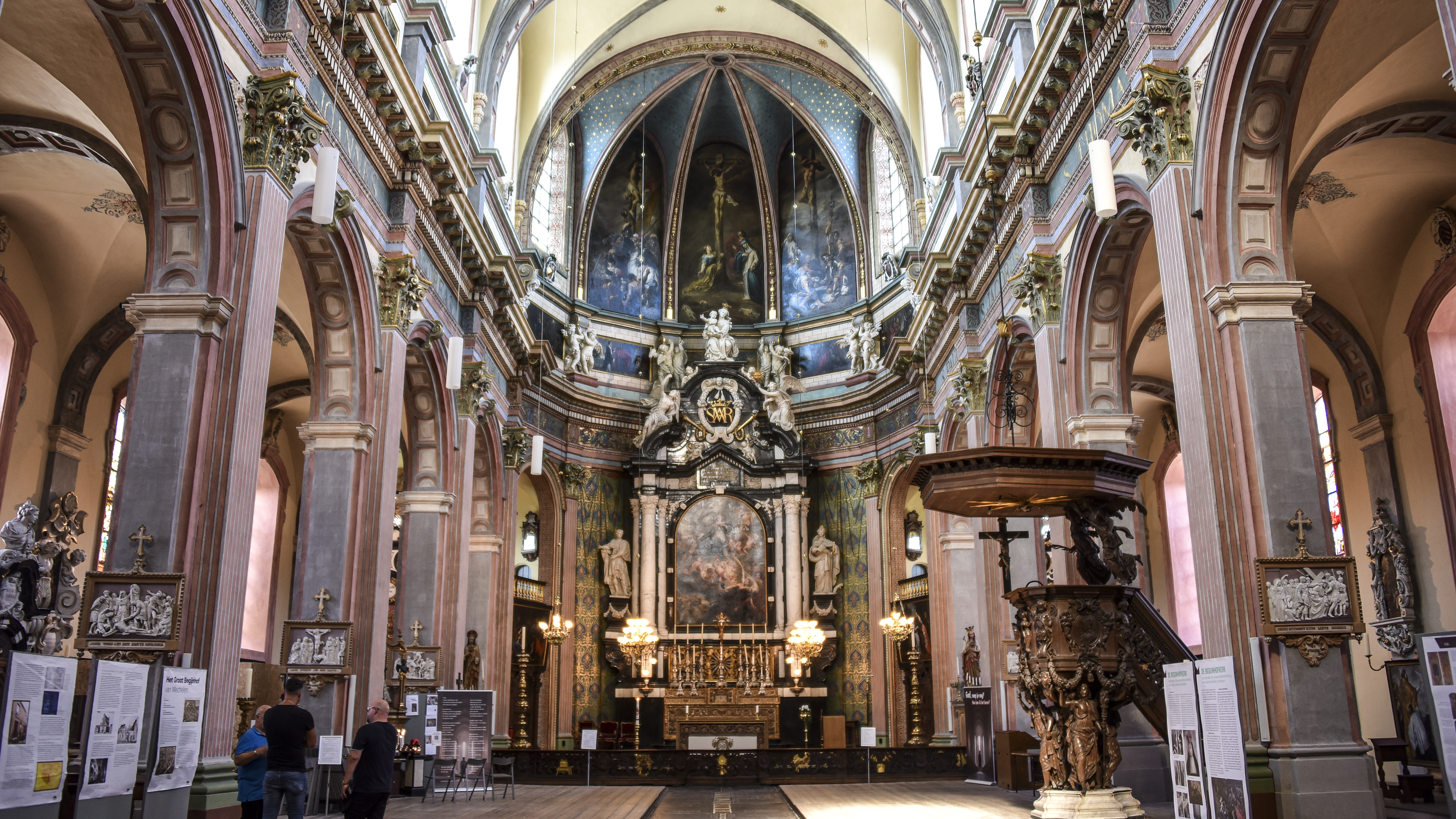
Interieur van de Begijnhofkerk

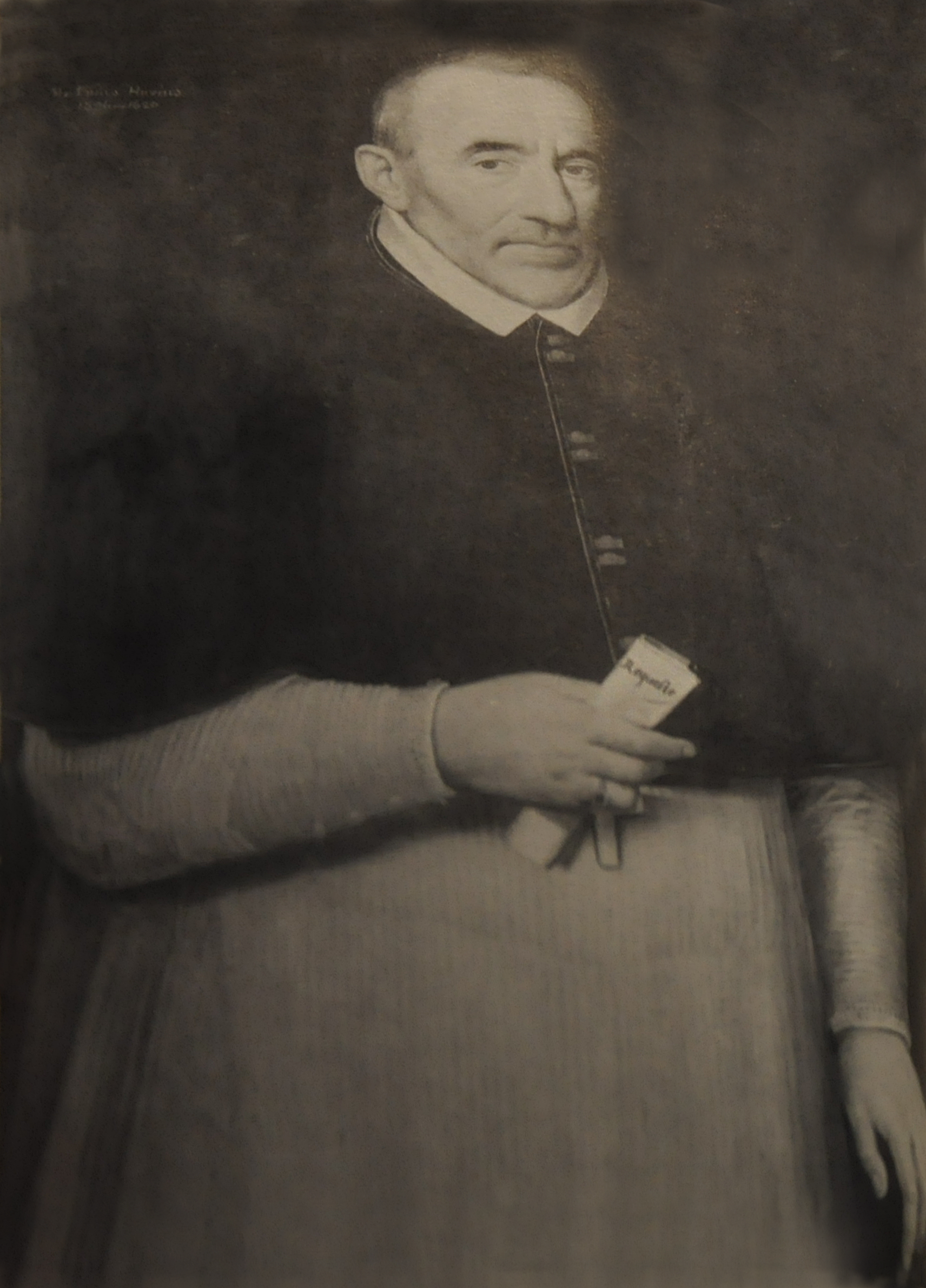
Matthias Hovius door Lucas Franchoys de Oudere

De Begijnhofkerk is een kerk die deel uitmaakt van het begijnhof van de Belgische stad Mechelen.
De kerk, toegewijd aan Alexius van Edessa en Catharina van Alexandrië, verving een voorlopige kerk die in 1596 werd ingewijd. De begijnen vestigden zich op grond, hen geschonken door de Alexianen nadat ze oorspronkelijk in de 13e eeuw in de buurt van de huidige Begijnenstraat hadden verbleven. Na 1259 verhuisden ze buiten de stadsmuren in de driehoek tussen de Oscar van Kesbeeckstraat-Afleidingsdijle-Maurits Sabbestraat. Na de godsdiensttroebelen in de 16e eeuw keerden ze terug binnen de muren van de stad, eerst in de buurt van de Keizerstraat, later palmden ze als definitieve verblijfplaats de buurt van de huidige Nonnenstraat geleidelijk in. De kerk is alle dagen te bezichtigen, behalve op maandag, vanaf 13 uur.

## Bouwgeschiedenis van de kerk
Pieter Huyssens, een ingenieur-jezuïet maakte in 1629 een aantal tekeningen voor het graven van de fundamenten van de huidige kerk. Later duikt ook de naam van Jacob Francart, een Brusselse hofarchitect op. De ruwbouw van de kerk was in 1637 klaar. Hierna hield men zich bezig met de buitengevel en het interieur.
De gevel die gedeeltelijk in het begin van de 21e eeuw werd gerestaureerd bevat drie bouwlagen. De laagste verdiepingen bestaan uit Korinthische en Dorische halfzuilen, bekroond door een topgevel met voluten. Het is een voorbeeld van barokarchitectuur.
Lucas Faydherbe heeft hoogstwaarschijnlijk niet meegewerkt aan de bouw van de kerk. Hij zette wel het werk aan het interieur verder nadat Francart om gezondheidsredenen in 1645 moest afhaken. Het reliëf God de Vader (1646-1647) in de topgevel (zie foto) wordt aan hem toegeschreven.
Zoals zovele andere kerkelijke gebouwen werd de begijnhofkerk door de Franse revolutionairen verkocht maar in 1804 aan de begijntjes teruggegeven.
Het begijnhof werd gedurende tientallen jaren verwaarloosd. Anno 2008 is het een gewilde woonzone.

## Het interieur
Italië was de inspiratiebron voor de architectuur van het interieur. Dat bewijzen de rondboogarcades op pijlers die schip en beuk scheiden. Het schilderwerk werd uitgevoerd in lichtblauw, roze, turkoois en beige in opdracht van Pastoor Sandyck (1851-1881) . De houten vloer is witgeschuurd en dateert van rond 1900 en was bedoeld als isolatie. Het koor is opzettelijk ondiep gehouden om het altaar dichter bij de gelovigen te brengen, in de geest van de contrareformatie.
Het interieur werd met beeldhouwwerk en met ongeveer vijftig 17e-eeuwse schilderijen versierd. Deze schilderijen zijn voor het overgrote deel bewaard gebleven. Enkele van hen tonen fragmenten uit het leven van heiligen die populair waren bij de begijnen zoals Alexius en Catharina maar ook Damianus en Begga, omwille van hun zuivere levenswandel. De begijnen bestelden hun schilderijen bij de bekendste Zuid-Nederlandse schilders uit de 17e eeuw zoals Jan Cossiers en Theodoor Boeyermans.
De werken in het hoogkoor, boven het altaar die Onze-Lieve-Vrouw, Alexius en Catharina verbeelden zijn van Jan Van Der Steen. Het schilderij De hemelvaart van Maria uit 1672, achter het altaar, is van Lucas Franchoys de Jongere. De schilderijen worden regelmatig van plaats verwisseld. Aan de achterwand van de kerk hangen werken van onder meer Quinten Metsijs en Gaspar de Crayer.
De naturalistische preekstoel is een anoniem werk van rond 1700. Drie engelen met flambouwen torsen de kuip.

## Galerij

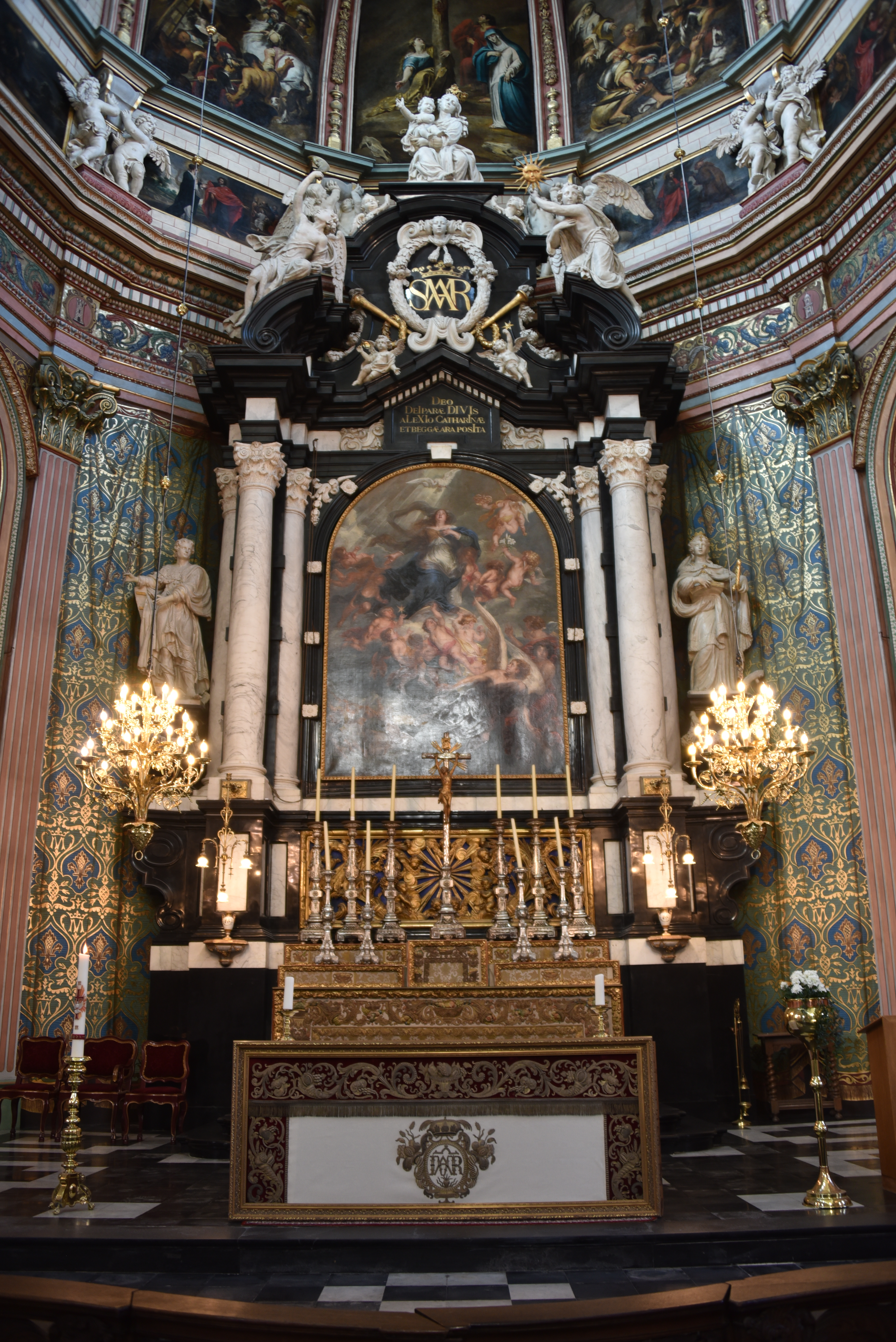
Hoogaltaar
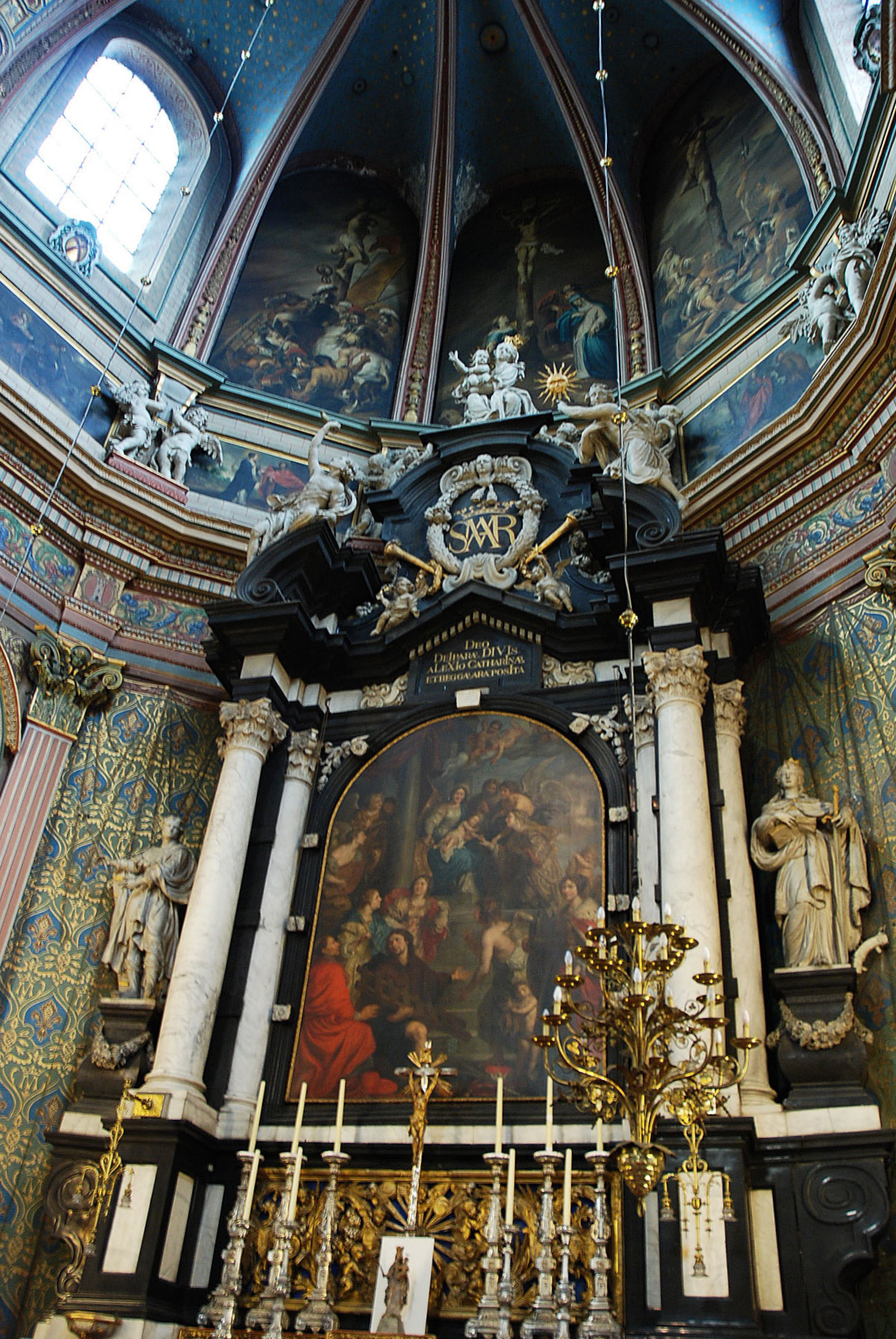
Hoogaltaar met het tweede schilderij
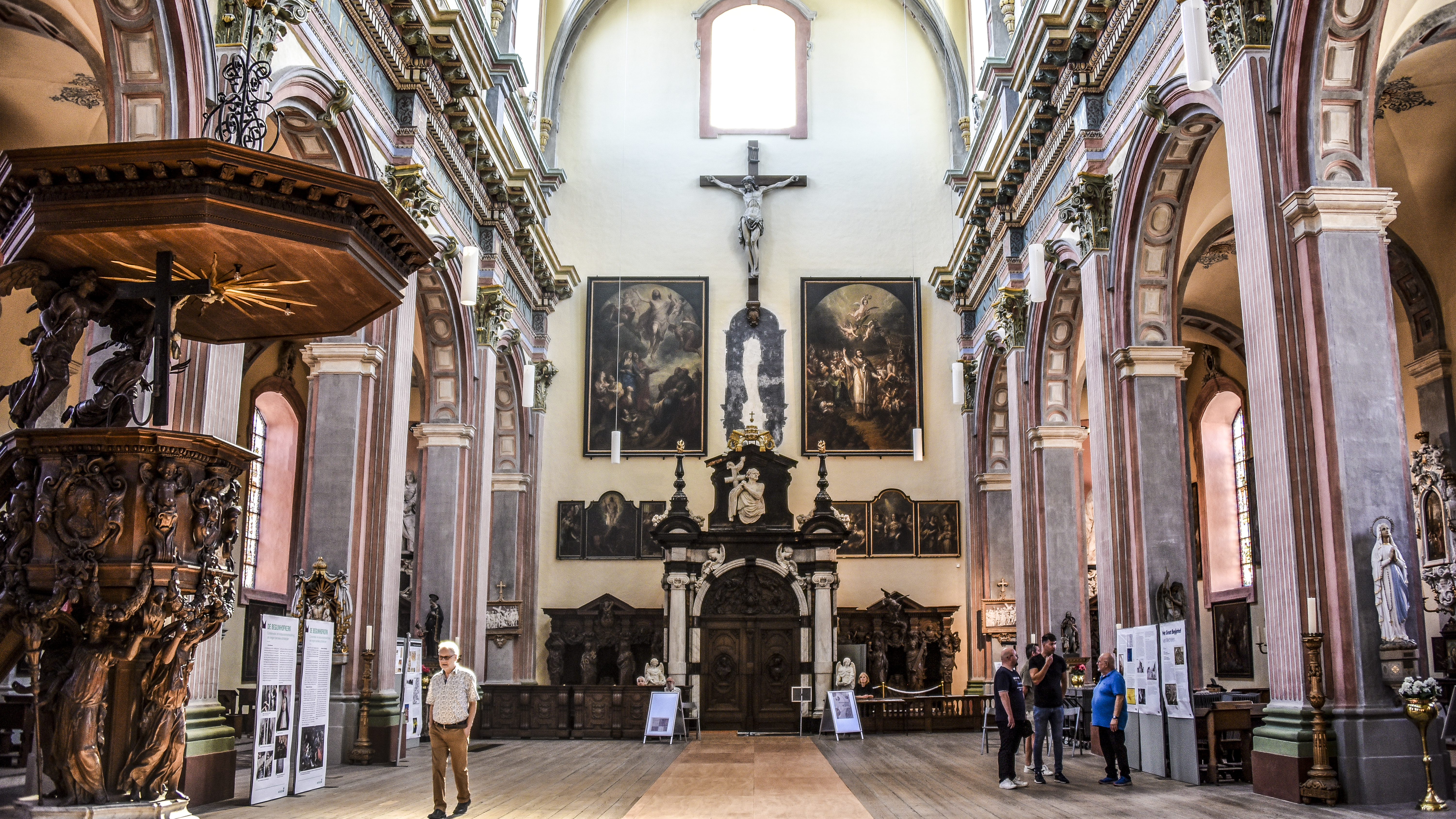
Achterzijde kerkschip
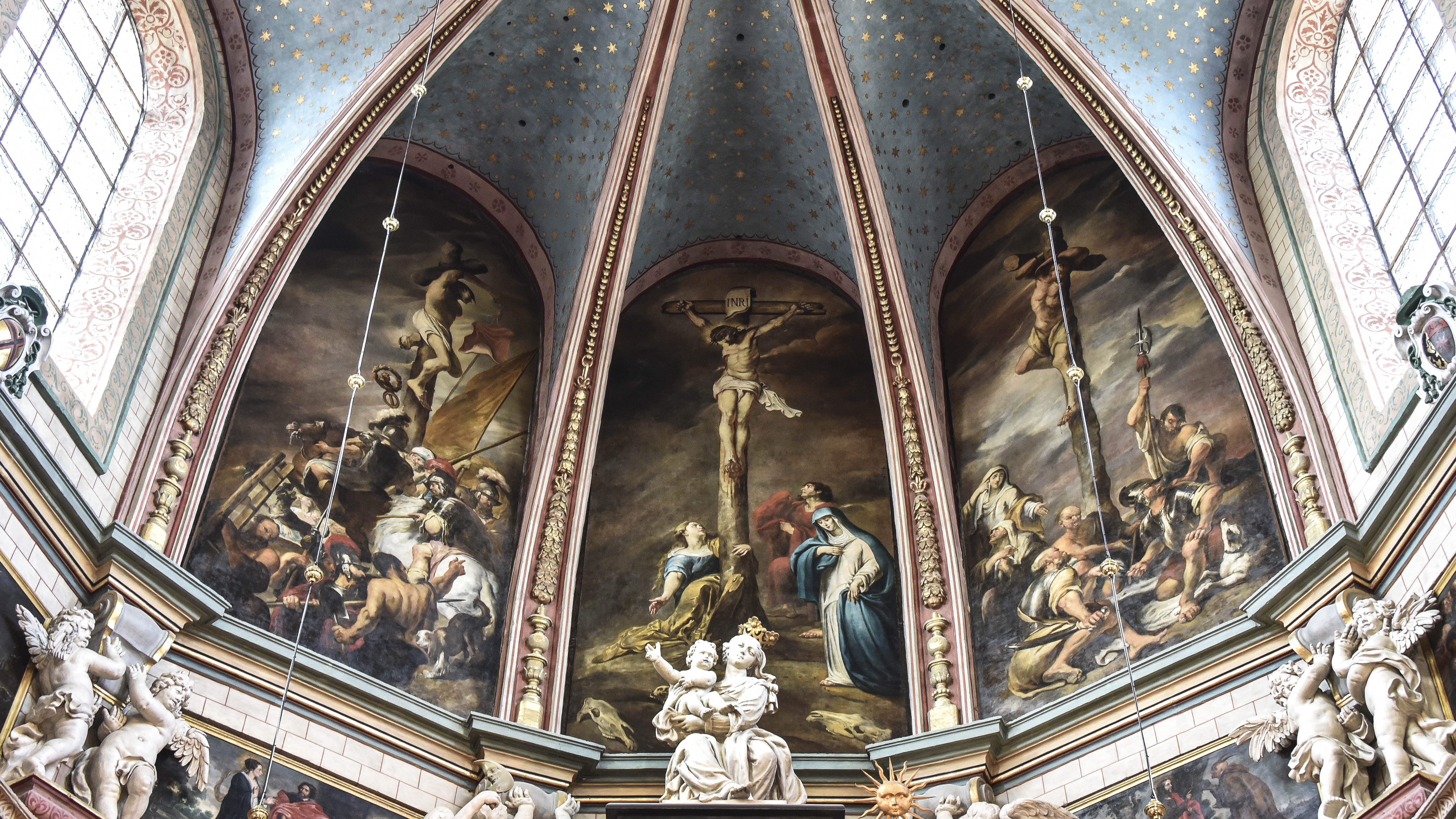
Koepel boven het koor
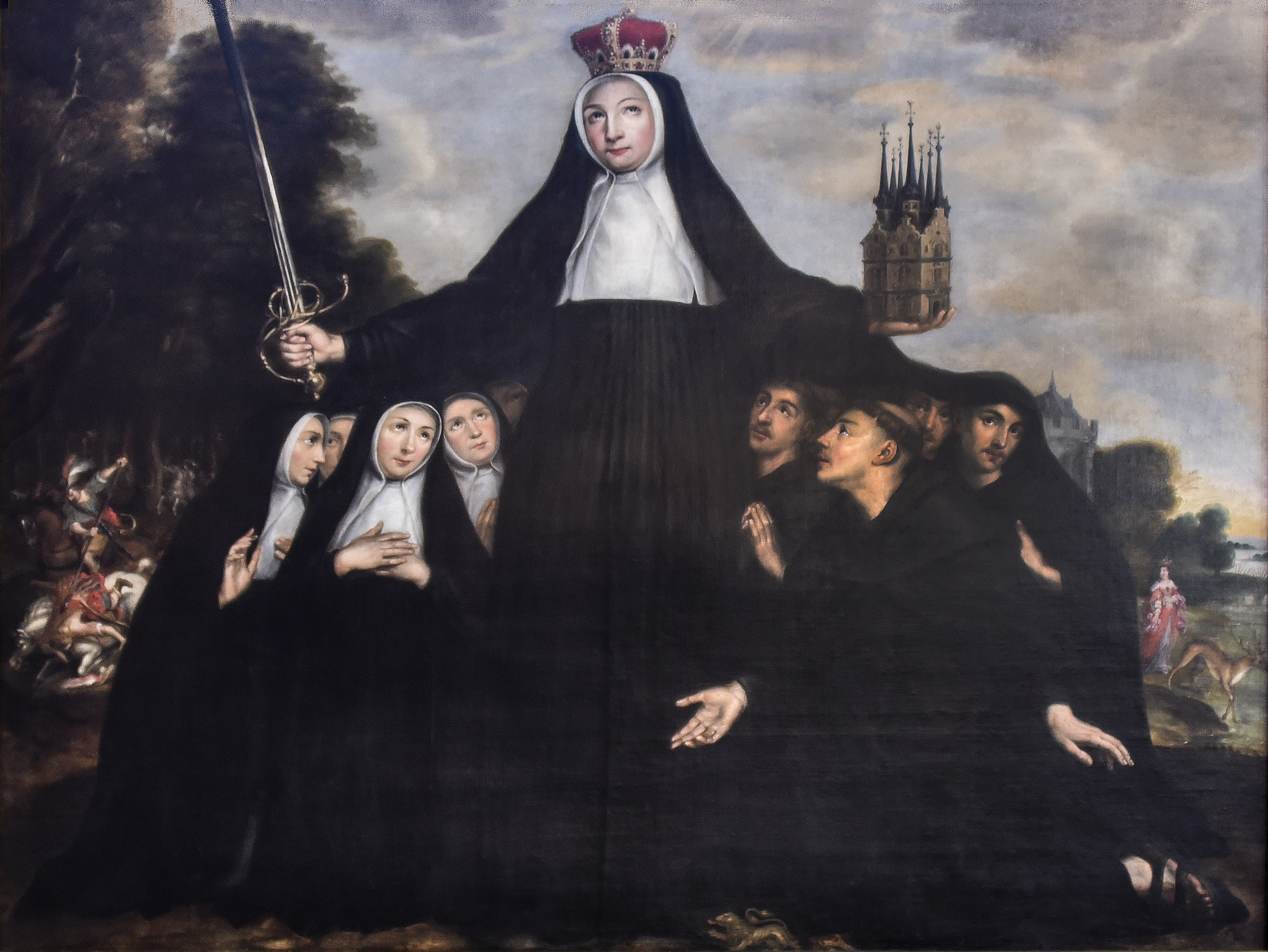
Heilige Begga als beschermvrouw van begijnen en beggaarden door Jan Verhoeven
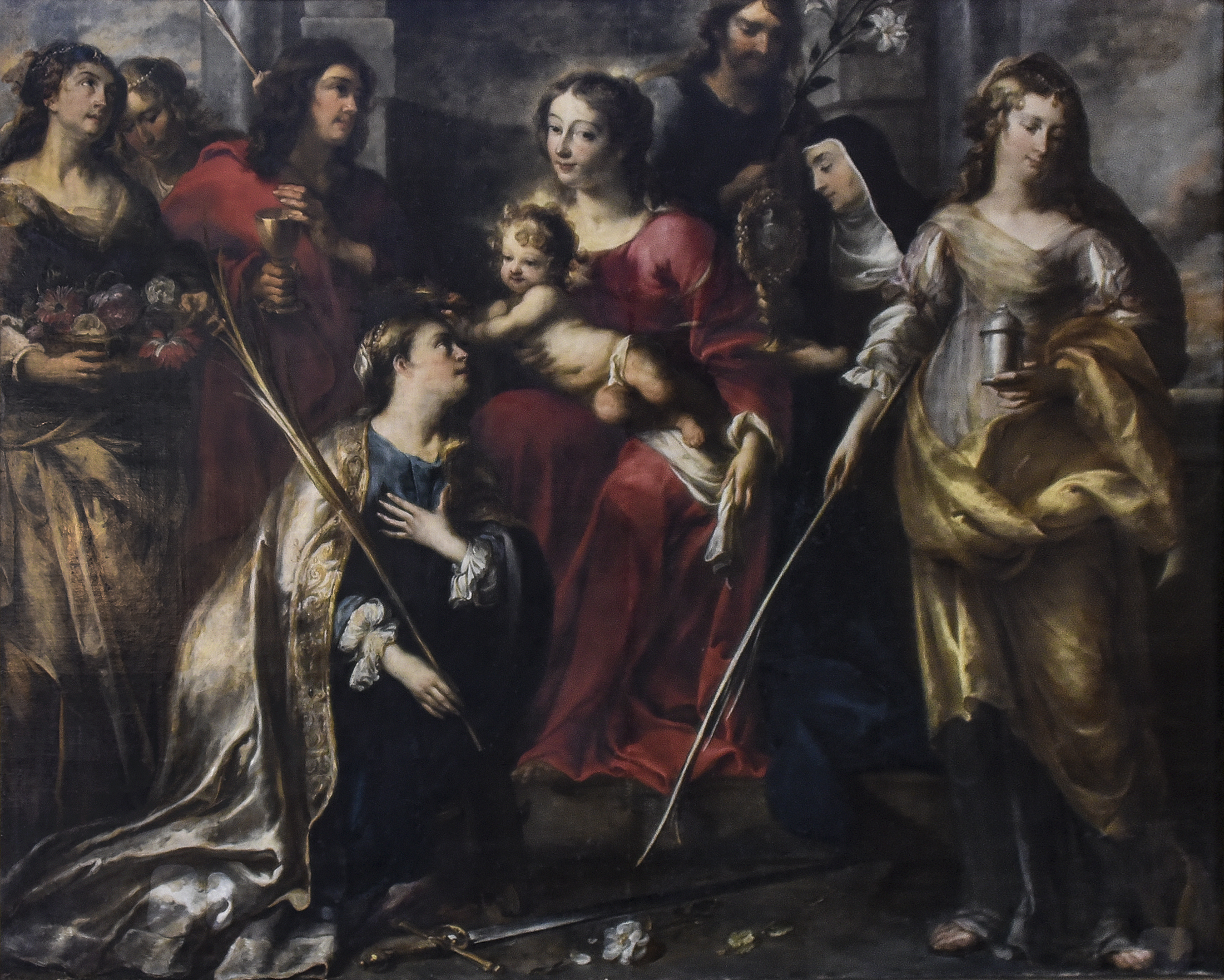
Boodschap van de engel aan Maria (anoniem)
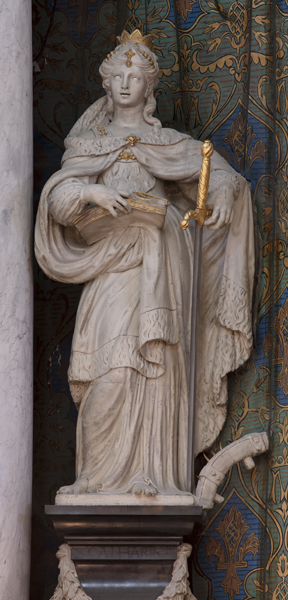
H. Catharina (door Jan Van den Steen)
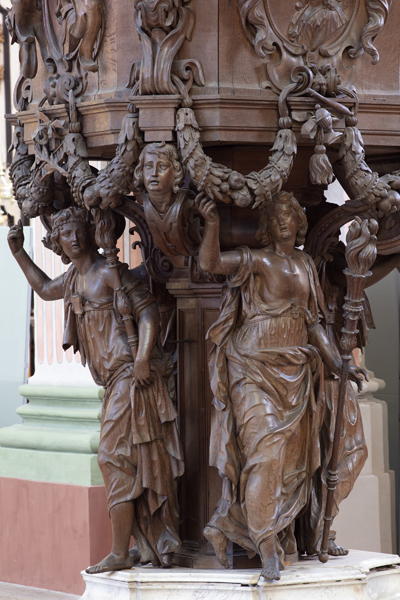
Preekstoel